# Carduncellus
Carduncellus é um género botânico pertencente à família Asteraceae.

## Espécies
- Carduncellus caeruleus
- Carduncellus calvus
- Carduncellus helenoides
- Carduncellus monspelliensium